# Świadkowie Jehowy w Gwinei Równikowej

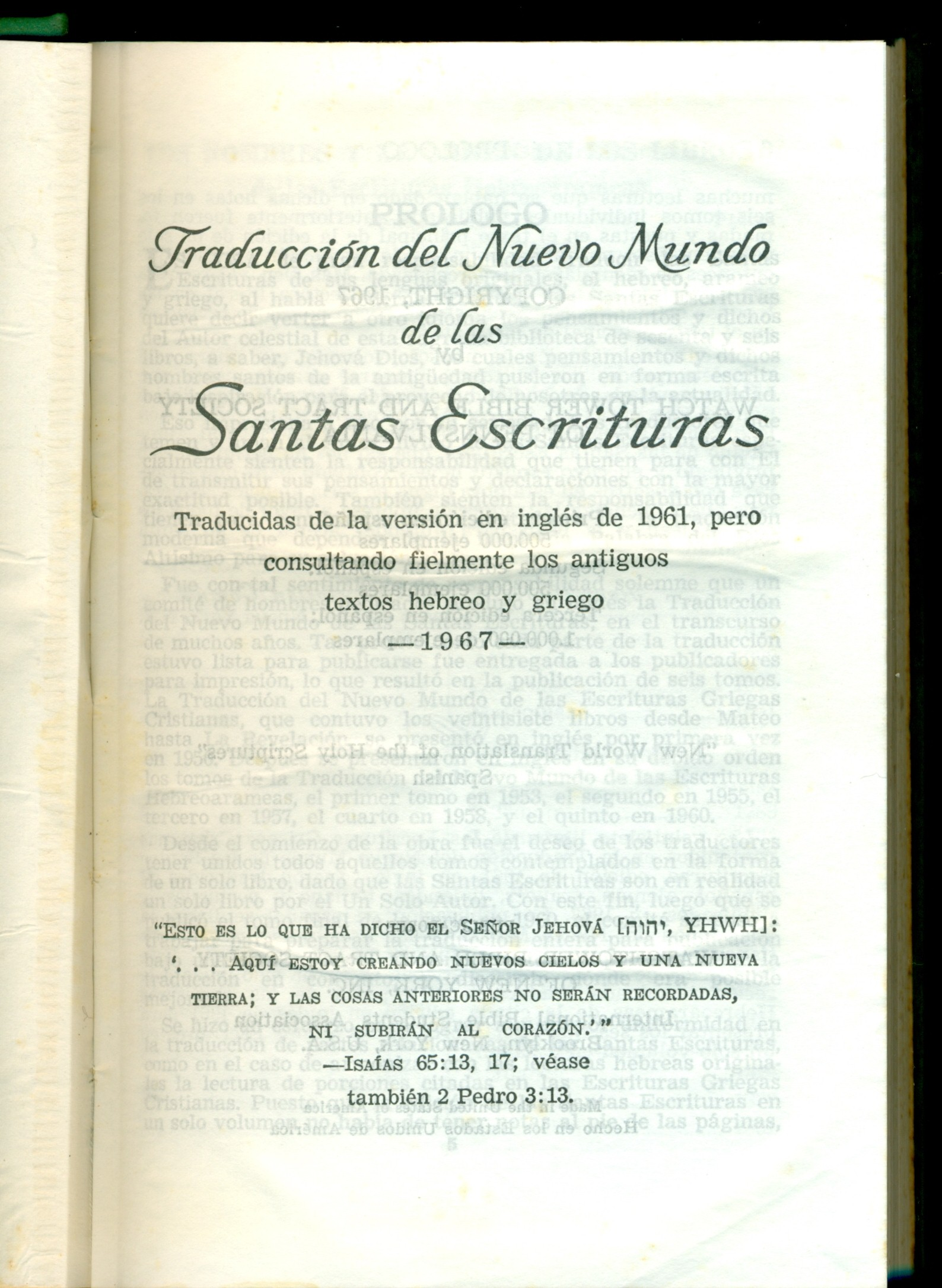
Pismo Święte w Przekładzie Nowego Świata (wyd. hiszpańskojęzyczne z 1967 r.)

Świadkowie Jehowy w Gwinei Równikowej – społeczność wyznaniowa w Gwinei Równikowej, należąca do ogólnoświatowej wspólnoty Świadków Jehowy, licząca w 2023 roku 2542 głosicieli, należących do 30 zborów. W 2023 roku na dorocznej uroczystości Wieczerzy Pańskiej zgromadziły się 7944 osoby. Działalność miejscowych głosicieli oraz Świadków Jehowy w Kamerunie i Gabonie koordynuje Biuro Oddziału, znajdujące się w miejscowości Bonabéri koło miasta Duala w Kamerunie.

## Historia
W roku 1950 pionierzy podjęli działalność na wyspie Fernando Po, gdzie założyli zbór, jednak w roku 1953 wskutek nietolerancji religijnej zostali stamtąd wydaleni. W roku 1957 nigeryjscy współwyznawcy, którzy przybyli w poszukiwaniu pracy na plantacjach kakao, utworzyli kilka zborów anglojęzycznych, które jednak przestały istnieć, gdy powrócili do Nigerii. W roku 1965 w Río Muni rozpoczęło działalność kaznodziejską 11 głosicieli.
W roku 1968 Towarzystwo Strażnica skierowało tu trzy małżeństwa misjonarzy, absolwentów Szkoły Gilead. Z powodu trudnej sytuacji politycznej nie mogli zostać długo, jednak prowadzili działalność kaznodziejską w różnych częściach kraju. Powstała grupa pierwszych rodzimych wyznawców. W roku 1969 w kraju działało 321 głosicieli w 7 zborach. W następnych latach wielu zagranicznych głosicieli opuściło kraj.
W latach 70. XX wieku do niewielkiego grona miejscowych Świadków Jehowy. dołączyło kilka małżeństw misjonarzy z Hiszpanii. W roku 1978 w kraju działało 16 głosicieli, cztery lata później było ich już ponad 50.
W roku 1994 miejscowe władze zalegalizowały ich działalność i odtąd rozpoczęto budowę Sal Królestwa. W tym samym roku przekroczono liczbę 100 głosicieli, w 1988 roku – 200. Liczbę 500 głosicieli osiągnięto w 1998 roku, a 1000 – w 2006 roku. W 2011 roku zanotowano liczbę 1506 głosicieli, w 2013 – 1632, w 2019 – 2586, a w 2019 – 2721.
Kongresy regionalne i zebrania odbywają się w językach: angielskim, francuskim, fang (ntumu), hiszpańskim i amerykańskim migowym. Większość głosicieli mieszka w Malabo oraz w mieście Bata.